# Jerzy Gaczek

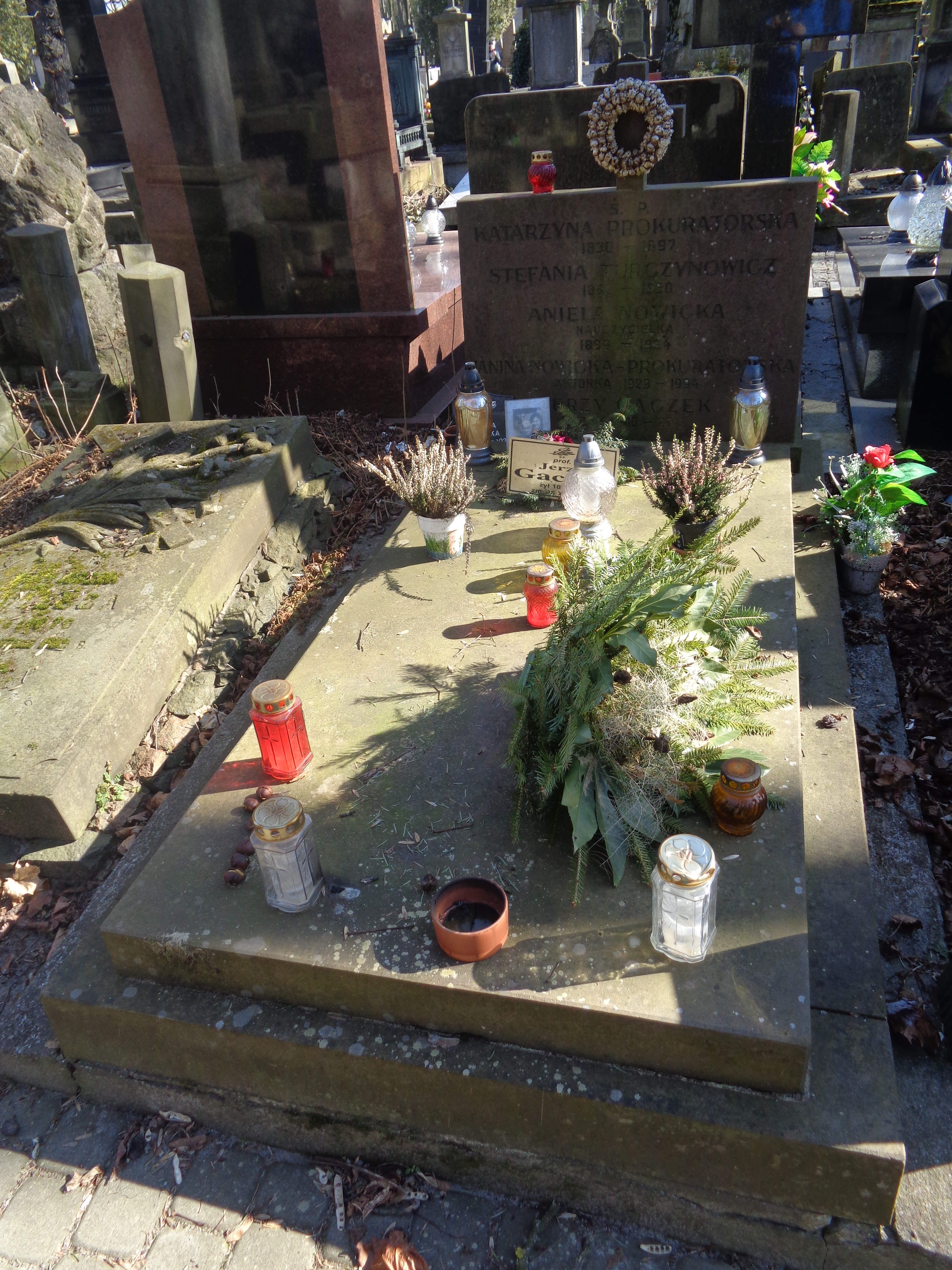
Grób rodzinny na cmentarzu Powązkowskim w Warszawie

Jerzy Gaczek (ur. 31 grudnia 1910 w Przeworsku, zm. 15 października 2013 w Warszawie) – polski pianista, kompozytor, dyrygent i pedagog.

## Życiorys
Od 1916 r. jego rodzina mieszkała w Krakowie i tam zdał maturę oraz ukończył Instytut Muzyczny. W 1933 r. we Lwowie zdał egzamin pedagogiczny uzyskując uprawnienia do nauczania śpiewu i muzyki. Koncerty i występy w charakterze pianisty akompaniatora odbywał już latach 30. XX wieku. W latach 1934–1939 prowadził klasę fortepianu w macierzystym Instytucie, jednocześnie był pianistą w Teatrze im. Juliusza Słowackiego i współpracował z Operą Krakowską.
Podczas okupacji niemieckiej przebywał w Krakowie dając lekcje muzyki i występując na koncertach dla Polaków.
Po II wojnie światowej pracował jako stały akompaniator w krakowskiej rozgłośni Polskiego Radia, posiadał własny zespół Kwartet PR występujący na antenie. W latach 1947–1951 pracował jako korepetytor wokalny w Operze Śląskiej w Bytomiu, a później do 1954 r. jako korepetytor solistów Opery Warszawskiej. W 1954 r. objął, na dziesięć lat, kierownictwo muzyczne teatru i został dyrygentem Operetki Warszawskiej. 1 września 1964 r. przyjął stanowisko korepetytora solistów w Teatrze Wielkim i pozostał na nim do 31 sierpnia 1980 r. W latach 1969–1973 był kierownikiem ekipy korepetytorów.
W czasie wieloletniej pracy artystycznej współpracował między innymi z takimi artystami jak Ada Sari, Ewa Bandrowska-Turska, Andrzej Hiolski, Bernard Ładysz czy Wiesław Ochman.
19 stycznia 1955 r. na wniosek Ministra Kultury i Sztuki został odznaczony Medalem 10-lecia Polski Ludowej.
Zmarł w Warszawie, pochowany 21 października 2013 r. na cmentarzu Powązkowskim (kwatera 176-4-6).